# ديف غانون
ديف غانون هو لاعب هوكي جليد كندي، ولد في 31 أكتوبر 1967 في وندسور في كندا.

## وصلات خارجية
- ديف غانون على موقع دوري الهوكي الوطني (الإنجليزية)
- ديف غانون على موقع EliteProspects.com (الإنجليزية)
- ديف غانون على موقع HockeyDB.com (الإنجليزية)
- ديف غانون على موقع Hockey-Reference.com (الإنجليزية)